# Assling
Assling è un comune austriaco di 1 800 abitanti nel distretto di Lienz, in Tirolo.
Il Wildpark Assling, poco distante dal paese, offre un paesaggio naturale con oltre cento razze di animali diverse, su un terreno di 80000 m².